# Magda Chanco
Magda Chanco Estela (1941) es una botánica, y catedrática peruana. Realizó estudios en Ciencias Biológicas en la Universidad Nacional Mayor de San Marcos; y es Directora del Herbario San Marcos. Fue Directora del Museo de Historia Natural "Javier Prado" (UNMSM).

## Honores
De 1995 a 1996 fue Directora del Museo de Historia Natural "Javier Prado" (UNMSM)

### Epónimos
- (Solanaceae) Nolana chancoana M.O.Dillon & Quip.[2]

- La abreviatura «Chanco» se emplea para indicar a Magda Chanco como autoridad en la descripción y clasificación científica de los vegetales.[3]